# Michael Cole
Michael Sean Coulthard (Syracuse, 8 de dezembro de 1968), mais conhecido como Michael Cole, é um comentarista de wrestling profissional estadunidense, que atualmente trabalha na WWE como narrador do Raw.

## História na WWE
Coulthard começou na World Wrestling Federation em 1997, usando o nome artístico de Michael Cole. Ele participou de eventos como comentarista, ao lado do entrevistador de bastidores, Jim Cornette. No fim de 1997, foi eleito o melhor da mesa dos comentaristas, na primeira hora do Monday Night Raw, superando Jim Ross e Kevin Kelly, após ser substituído no ano seguinte por Jerry Lawler.
Originalmente, seu parceiro, em 2000 foi Jerry Lawler, após ser substituído por Tazz. Cole particiva dos shows Heat e Velocity.
Como comentarista (nunca foi lutador de wrestling), ele se envolveu em diversas storylines, envolvendo Stone Cold Steve Austin, John Cena, Heidenreich, Stephanie McMahon e D-Generation X.
Após o fim da WWF e o início da WWE, Cole foi para a WWE, no mesmo cargo de comentarista principal e esteve no WrestleMania 21.
Em 26 de abril de 2006, o chefão Vince McMahon, anunciou Cole como Editor do WWE.com, cargo que ele mantém até hoje. Com Tazz de parceiro na mesa de transmissão, as coisas foram fáceis. No ECW One Night Stand de 2006, JBL saiu da mesa de transmissão, dando lugar a Tazz. Mas Cole continuava no SmackDown
Como JBL retornou ao wrestling, Cole tem agora Mick Foley como comentarista assistente. No draft de 2008 ele foi transferido para a RAW, tendo Jerry Lawler como novo assistente.
A sua estréia nos ringues ocorreu em uma luta de tag team, onde fez parceria com Jerry Lawler, mas eles perderam para Ted DiBiase e Cody Rhodes.
Na edição de 1 de outubro da SmackDown, Cole, ao lado de Matt Striker e Todd Grisham, anuncia estar participando desta Smackdown por ter sido proclamado a nova "Voz da WWE", o que o faria participar de absolutamente todos os shows da empresa.
Pouco a pouco, Cole foi envolvendo-se cada vez mais com os wrestlers.
Com o passar do tempo, Cole começava a mostrar sinais de uma mudança para "heel" ao começar a provocar alguns superstars tanto da RAW como da SmackDown. Com o desenvolvimento da persona "heel" de Cole, Jerry Lawler começara a mostrar revolta nos comentários com ele. Ele nomearia os fãs de Cole como "Cole Miners" (uma brincadeira com o termo "coal miner", ou "minerador de carvão"). No episódio de 15 de novembro de 2011 da RAW, Jim Ross retornou para narrar uma luta ao lado de Lawler e Cole, motivo que causou grande descontentamento por parte de Cole. Após o término da luta, o velho JR apanharia seu chapéu e atacaria Cole com ele antes de ir-se embora.
Com a vinda do misterioso "GM da RAW", que faz comunicados somente através de e-mails enviados a um note-book, Cole começava a fazer uma mudança mais drástica para "heel". Por ser o porta-voz deste GM, ele angariou a antipatia dos fãs, principalmente em virtude de sua característica e infame frase "Can I have your attention please?" ("Posso ter sua atenção, por favor?") que ele dispara (sempre de maneira arrogante) antes de ler o anúncio enviado via e-mail.
Esta mudança para "heel" concretizou-se de fato quando Cole começou a demonstrar abertamente sua admiração pelo então ainda não-campeão The Miz. Seus elogios ao atleta (ao qual dizia considerar um filho) foram evoluíndo de tal forma que Cole promovia The Miz como o maior superstar da história da WWE.
Em 29 de novembro de 2010, após The Miz ter tornado-se campeão da WWE, o comentarista e lendário Jerry "The King" Lawler, que já havia declarado pessoalmente ao arrogante campeão de que fora seu oportunismo e não sua habilidade que o fizera ganhar o título, The Miz e Jerry Lawler enfrentaríam-se em uma "Tables, Ladders and Chairs match". Cole, que narrava a luta, acobou interferindo na mesma e foi decisivo na vitória de Miz, abandonando a mesa de comentários no momento mais crítico e invadindo o ringue para impedir que Lawler conseguisse subir as escadas e tornar-se o campeão.
Na semana seguinte, quando todos aguardavam um pedido formal de desculpas de Cole, este subiu ao ringue e declarou que a culpa era de Lawler por tudo ter acontecido daquela maneira. Lawler desceu até o ringue furioso, mas com um rápido e-mail disparado pelo GM anônimo da RAW, ele foi impedido de agredir o comentarista.
Desde então, Michael Cole iniciou uma rivalidade com Jerry Lawler, tendo orquestrado vários eventos para promover o detrimento da imagem de Jerry Lawler.
Em geral, Cole acusava Lawler de querer "roubar os holofotes para ele" e "intrometer-se em assuntos alheios" - tudo em virtude de considerar que o lendário King fazia isto para tentar roubar o destaque de seu protegido Miz.
Esta rivalidade acabara evoluído para uma luta mano a mano marcada entre ambos os comentaristas na WrestleMania XXVII. As estipulações de Michael Cole para que ele aceitasse lutar contra seu ex-parceiro de comentários era de que ele tivesse um treinador em seu córner para o evento, e de que ele também pudesse escolher o juiz que mediaria a luta. O "treinador"mencionado foi revelado como sendo Jack Swagger. Em 7 de março de 2011, Cole anuncia que escolhera JBL para ser o juiz, e este compareceu ao ringue para assinar o contrato da luta. Porém, surpreendendo a todos, "Stone Cold" Steve Austin veio até o ringue, aplicou um "stunner" em JBL e assinou o contrato em seu lugar, oficializando-se como o juiz do confronto.
Cole, que numa ocasião anterior já havia partido para ataques pessoais e chamado a atenção para o fato de Lawler ter sido pouco presente na vida de sua recém-falecida mãe (causando a ira do comentarista e seu desafio para uma luta na WrestleMania), partiria novamente para estes ataques ao trazer para o ringue o filho de seu rival, Brian Christopher, para apresentar-lhe "a verdadeira vida de Jerry Lawler". Confrontando seu pai, Brian diz que envergonha-se de usar o nome "Lawler"e o acusa de ter sido ausente durante a maior parte de sua vida. O show bizarro é interrompido por Jim Ross, que vocifera à Cole de que ele não passava de um "rato bastardo". Jack Swagger então ataca JR, colocando-o num "ankle lock". Cole faria ainda o mesmo com JR.
Finalmente, na WrestleMania XXVII, Cole e King enfrentaram-se com Steve Austin à arbitrar a luta. Cole, que efetivamente não tinha chance alguma contra Lawler, acaba sendo pego num "Ankle Lock" realizado por Lawler e termina por bater em submissão (tap-out), dando desta maneira a vitória ao lendário "The King". Porém isto não durou mais que poucos segundos, uma vez que, por decisão do misterioso GM da RAW - que reverteu a decisão para uma vitória de Cole por desclassificação, uma vez que Steve Austin o havia empurrado - Cole acabou sagrando-se vencedor desta luta, mesmo tendo sido derrotado.
Michael Cole sentava-se nesta época em uma mesa de comentários à parte, feita para ele apenas. Sua mesa era protegida por paredes de vidro blindado e estas eram circundadas por fitas de interdição policiais, conotando que ele estava em local protegido e não poderia ser atingido. Este lugar protegido, Cole chamava de "Cole Mine" (trocadilho para "Mina de Carvão")
Tudo enfim terminou no evento Over the Limit de 2011. Por um desentendimento com Jack Swagger durante a assinatura do contrato de sua luta contra Jerry Lawler, Cole teve de enfrentar Lawler sozinho no PPV. A luta, acertada para ser uma Kiss my Foot Match foi finalmente o palco da humilhante derrota de Cole que, enquanto preso ao Sharpshooter do convidado especial Bret "The Hitman" Hart, teve de beijar o pé de "King" Lawler - isto não antes de J.R. e as Divas do plantel vingarem-se da mesma maneira.
Na Raw do dia seguinte ao Over the Limit, Cole retratou-se publicamente perante Lawler, Josh Matthews, às Divas e a todos os fãs da WWE. Após, sentou-se ao lado de Lawler e Josh pela primeira vez depois de vários meses, prometendo nunca mais haver uma "Cole Mine".
A partir dessa data, Michael passa a ser a voz da WWE, servindo como comentador principal tanto no Raw como no Smackdown. No episódio de 30 de março de 2015 do Raw, Brock Lesnar aplica um F5 em Michael, tirando-o da mesa dos comentários por uns tempos.

## No wrestling
- Movimentos de finalização
  - An-Cole Lock (Ankle lock) – 2011–presente
  - Schoolboy Pin

- Alcunhas
  - The Voice of WWE (A Voz da WWE) (Autoproclamado)[6]
  - The New Mr. WrestleMania (O Novo Sr. WrestleMania) (Autoproclamado)[7]
  - Sir Michael Cole (Autoproclamado)[8]

- Managers
  - Jack Swagger

- Músicas de entrada
  - "Texas Fight" por Colonel Walter S. Hunnicutt (2011) (nunca chegou a usar)
  - "Burn It to the Ground" por Nickelback (2011-2012, tema do Raw)
  - "Never Thought My Life Could Be This Good" por Jim Johnston (20 de maio de 2012 - presente)

## Títulos e prêmios
- World Wrestling Entertainment

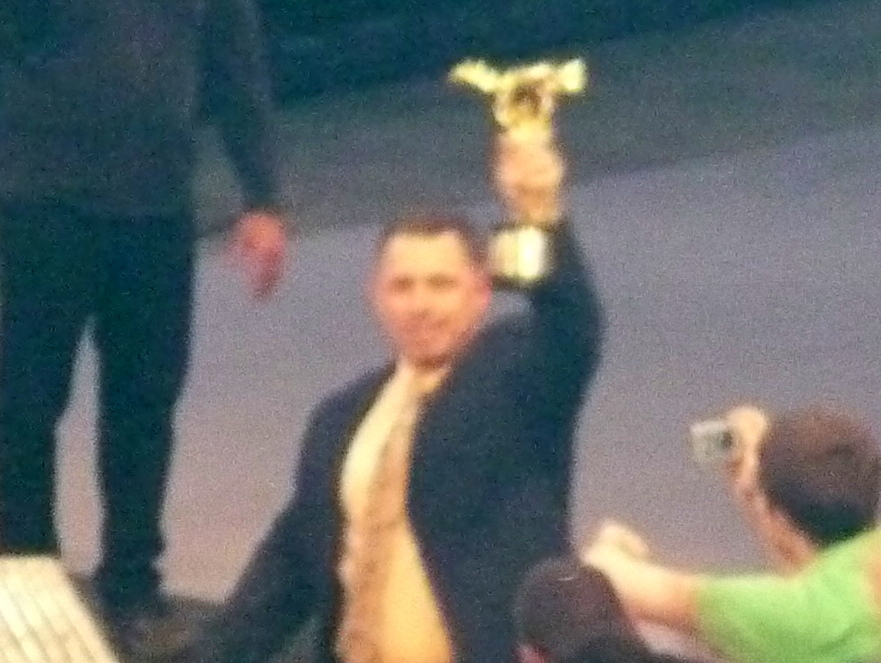
Cole com um de seus Slammy Awards em 2011.

  - Slammy Award por Momento "Oh My" do Ano (2009) Vomitou em Chris Jericho no aniversário de 10 anos do SmackDown
  - Slammy Award pela Fala "And I Quote…" do Ano (2010) Por sua fala "I have just received another email from the general manager."

- Wrestling Observer Newsletter
  - Pior Narrador (2001, 2009, 2010)[9]